# Homininae
Homininae è una sottofamiglia di primati della famiglia degli ominidi, comprendente i gorilla, gli scimpanzé, l'essere umano e diversi generi estinti.
Le specie incluse nella sottofamiglia posseggono almeno il 97% del DNA corrispondente al genoma umano ed esibiscono qualche capacità di linguaggio e una socialità nella famiglia e nel branco. Rispetto alla famiglia di appartenenza, quella degli ominidi, non figurano gli oranghi, che formano una sottofamiglia distinta. 

## Tassonomia

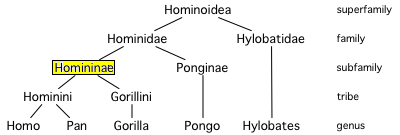
Albero evolutivo degli Hominoidea, con gli Homininae messi in evidenza.

La sottofamiglia comprende attualmente tutte le forme viventi di grandi scimmie tranne i pongini, oltre a numerosi generi estintisi in tempi preistorici (ad es. Australopithecus). Fino al 1980 alla sottofamiglia veniva ascritta, per motivi di natura puramente antropocentrica, unicamente la specie umana, mentre le grandi scimmie antropomorfe venivano raggruppate in una famiglia a sé stante, quella dei pongidi. Le scoperte, sia a livello fossile che filogenetico, portarono a una revisione tassonomica con lo spostamento delle grandi scimmie nella famiglia degli ominidi come sottofamiglia Ponginae.
Ulteriori ricerche hanno individuato più stretti legami filogenetici fra uomini, gorilla e scimpanzé rispetto a quelli che sussistono fra questi e gli oranghi, il che ha portato allo spostamento dei generi Gorilla e Pan nella sottofamiglia Homininae insieme all'uomo.
I primi esponenti attribuibili a questa sottofamiglia, pur non appartenendo a nessuna delle due tribù attuali, sono probabilmente Nakalipithecus e Ouranopithecus, vissuti nel tardo Miocene, che dimostrerebbero che il differenziamento degli Homininae dai Ponginae si ebbe all'incirca otto milioni di anni fa.

### Classificazione
Tribù † Dryopithecini
- Genere † Kenyapithecus
- Genere † Ouranopithecus
- Genere † Otavipithecus
- Genere † Morotopithecus
- Genere † Nakalipithecus
- Genere † Anoiapithecus
- Genere † Dryopithecus
- Genere † Hispanopithecus
- Genere † Neopithecus
- Genere † Pierolapithecus
- Genere † Rudapithecus
- Genere † Samburupithecus
- Genere † Udabnopithecus
- Genere † Danuvius

Tribù Gorillini
- Genere Gorilla - gorilla
  - Gorilla gorilla - gorilla occidentale 
    - Gorilla gorilla gorilla
    - Gorilla gorilla diehli

  - Gorilla beringei - gorilla orientale
    - Gorilla beringei beringei
    - Gorilla beringei graueri

Tribù Hominini
- Sottotribù Panina
  - Genere Pan (scimpanzé)
    - Pan troglodytes - scimpanzé comune
      - Pan troglodytes troglodytes
      - Pan troglodytes verus
      - Pan troglodytes vellerosus
      - Pan troglodytes schweinfurthii

    - Pan paniscus - bonobo
- Sottotribù Hominina
  - Genere † Sahelanthropus
  - Genere † Orrorin
  - Genere † Ardipithecus
  - Genere † Australopithecus
  - Genere † Praeanthropus (discusso)
  - Genere † Paranthropus
  - Genere † Kenyanthropus
  - Genere Homo
    - Homo sapiens - essere umano